# یواس‌اس آپاچی (اس‌پی-۷۲۹)
یواس‌اس آپاچی (اس‌پی-۷۲۹) (به انگلیسی: USS Apache (SP-729)) یک کشتی بود که طول آن ۶۲ فوت ۴ اینچ (۱۹٫۰۰ متر) بود. این کشتی در سال ۱۹۱۷ ساخته شد.